# Campeonato Asiático de Voleibol Femenino Sub-20 de 2012
La XVI edición del Campeonato Asiático de Voleibol Femenino Sub-20 de 2012 se llevó a cabo en Tailandia del 1 al 9 de octubre. Los equipos nacionales compitieron por cuatro cupos para el Campeonato Mundial de Voleibol Femenino Sub-20 de 2013 a realizarse en República Checa.

## Grupos
| Grupo A       | Grupo B  | Grupo C       | Grupo D      |
| ------------- | -------- | ------------- | ------------ |
| Irán          | China    | Corea del Sur | Australia    |
| Kuwait        | India    | Kazajistán    | China Taipéi |
| Nueva Zelanda | Mongolia | Hong Kong     | Japón        |
| Tailandia     | Vietnam  | Sri Lanka     | Turkmenistán |

## Primera fase

### Clasificación
| Pos | Equipo        | PJ | PG | PP | SG | SP | PTS |
| --- | ------------- | -- | -- | -- | -- | -- | --- |
| 1   | Tailandia     | 3  | 3  | 0  | 9  | 0  | 9   |
| 2   | Irán          | 3  | 2  | 1  | 6  | 3  | 6   |
| 3   | Nueva Zelanda | 3  | 1  | 2  | 3  | 6  | 3   |
| 4   | Kuwait        | 3  | 0  | 3  | 0  | 9  | 0   |

#### Resultados
| Fecha    | Encuentro                 | Resultado | Set   | Set   | Set   | Set | Set | Puntuación total |
| Fecha    | Encuentro                 | Resultado | 1     | 2     | 3     | 4   | 5   | Puntuación total |
| -------- | ------------------------- | --------- | ----- | ----- | ----- | --- | --- | ---------------- |
| 01-10-12 | Nueva Zelanda - Kuwait    | 3-0       | 25-05 | 25-08 | 25-02 |     |     | 75-15            |
| 01-10-12 | Tailandia - Irán          | 3-0       | 25-08 | 25-04 | 25-10 |     |     | 75-22            |
| 02-10-12 | Irán - Kuwait             | 3-0       | 25-04 | 25-06 | 25-01 |     |     | 75-11            |
| 02-10-12 | Tailandia - Nueva Zelanda | 3-0       | 25-16 | 25-19 | 25-05 |     |     | 75-40            |
| 03-10-12 | Irán - Nueva Zelanda      | 3-0       | 25-11 | 25-16 | 25-22 |     |     | 75-49            |
| 03-10-12 | Tailandia - Kuwait        | 3-0       | 25-03 | 25-02 | 25-04 |     |     | 75-09            |

### Clasificación
| Pos | Equipo   | PJ | PG | PP | SG | SP | PTS |
| --- | -------- | -- | -- | -- | -- | -- | --- |
| 1   | China    | 3  | 3  | 0  | 9  | 0  | 9   |
| 2   | India    | 3  | 2  | 1  | 6  | 4  | 6   |
| 3   | Vietnam  | 3  | 1  | 2  | 3  | 7  | 3   |
| 4   | Mongolia | 3  | 0  | 3  | 2  | 9  | 0   |

#### Resultados
| Fecha    | Encuentro          | Resultado | Set   | Set   | Set   | Set   | Set | Puntuación total |
| Fecha    | Encuentro          | Resultado | 1     | 2     | 3     | 4     | 5   | Puntuación total |
| -------- | ------------------ | --------- | ----- | ----- | ----- | ----- | --- | ---------------- |
| 01-10-12 | China - Mongolia   | 3-0       | 25-09 | 25-10 | 25-07 |       |     | 75-26            |
| 01-10-12 | India - Vietnam    | 3-0       | 25-19 | 25-20 | 25-18 |       |     | 75-57            |
| 02-10-12 | India - Mongolia   | 3-1       | 25-07 | 24-26 | 25-05 | 25-21 |     | 99-59            |
| 02-10-12 | China - Vietnam    | 3-0       | 25-12 | 25-12 | 25-07 |       |     | 75-31            |
| 03-10-12 | China - India      | 3-0       | 25-09 | 25-07 | 25-08 |       |     | 75-24            |
| 03-10-12 | Vietnam - Mongolia | 3-1       | 20-25 | 25-20 | 25-14 | 25-11 |     | 95-70            |

### Clasificación
| Pos | Equipo        | PJ | PG | PP | SG | SP | PTS |
| --- | ------------- | -- | -- | -- | -- | -- | --- |
| 1   | Corea del Sur | 3  | 3  | 0  | 9  | 1  | 9   |
| 2   | Kazajistán    | 3  | 2  | 1  | 6  | 4  | 6   |
| 3   | Hong Kong     | 3  | 1  | 2  | 4  | 6  | 3   |
| 4   | Sri Lanka     | 3  | 0  | 3  | 1  | 9  | 0   |

#### Resultados
| Fecha    | Encuentro                  | Resultado | Set   | Set   | Set   | Set   | Set | Puntuación total |
| Fecha    | Encuentro                  | Resultado | 1     | 2     | 3     | 4     | 5   | Puntuación total |
| -------- | -------------------------- | --------- | ----- | ----- | ----- | ----- | --- | ---------------- |
| 01-10-12 | Kazajistán - Hong Kong     | 3-0       | 25-21 | 25-14 | 25-16 |       |     | 75-51            |
| 01-10-12 | Sri Lanka - Corea del Sur  | 0-3       | 16-25 | 09-25 | 12-25 |       |     | 37-75            |
| 02-10-12 | Kazajistán - Sri Lanka     | 3-1       | 25-11 | 25-19 | 26-28 | 25-17 |     | 101-75           |
| 02-10-12 | Corea del Sur - Hong Kong  | 3-1       | 25-12 | 25-14 | 23-25 | 25-17 |     | 98-68            |
| 03-10-12 | Sri Lanka - Hong Kong      | 0-3       | 22-25 | 24-26 | 22-25 |       |     | 68-76            |
| 03-10-12 | Corea del Sur - Kazajistán | 3-0       | 25-17 | 25-12 | 25-17 |       |     | 75-46            |

### Clasificación
| Pos | Equipo       | PJ | PG | PP | SG | SP | PTS |
| --- | ------------ | -- | -- | -- | -- | -- | --- |
| 1   | China Taipéi | 3  | 3  | 0  | 9  | 3  | 8   |
| 2   | Japón        | 3  | 2  | 1  | 8  | 3  | 7   |
| 3   | Australia    | 3  | 1  | 2  | 4  | 6  | 3   |
| 4   | Turkmenistán | 3  | 0  | 3  | 0  | 9  | 0   |

#### Resultados
| Fecha    | Encuentro                   | Resultado | Set   | Set   | Set   | Set   | Set  | Puntuación total |
| Fecha    | Encuentro                   | Resultado | 1     | 2     | 3     | 4     | 5    | Puntuación total |
| -------- | --------------------------- | --------- | ----- | ----- | ----- | ----- | ---- | ---------------- |
| 01-10-12 | China Taipéi - Turkmenistán | 3-0       | 25-08 | 25-08 | 25-06 |       |      | 75-20            |
| 01-10-12 | Australia - Japón           | 0-3       | 17-25 | 15-25 | 15-25 |       |      | 47-75            |
| 02-10-12 | Australia - China Taipéi    | 1-3       | 10-25 | 13-25 | 25-20 | 15-25 |      | 63-95            |
| 02-10-12 | Japón - Turkmenistán        | 3-0       | 25-02 | 25-02 | 25-12 |       |      | 75-16            |
| 03-10-12 | Turkmenistán - Australia    | 0-3       | 12-25 | 11-25 | 12-25 |       |      | 34-75            |
| 03-10-12 | China Taipéi - Japón        | 3-2       | 27-19 | 25-19 | 18-25 | 25-21 | 15-8 | 110-102          |

## Segunda Fase

### Grupo E

#### Clasificación
| Pos | Equipo        | PJ | PG | PP | SF | SC | PTS |
| --- | ------------- | -- | -- | -- | -- | -- | --- |
| 1   | Tailandia     | 3  | 3  | 0  | 9  | 1  | 9   |
| 2   | Corea del Sur | 3  | 2  | 1  | 7  | 3  | 6   |
| 3   | Irán          | 3  | 1  | 2  | 3  | 7  | 3   |
| 4   | Kazajistán    | 3  | 0  | 3  | 1  | 9  | 0   |

#### Resultados
| Fecha    | Encuentro                 | Resultado | Set   | Set   | Set   | Set   | Set | Puntuación total |
| Fecha    | Encuentro                 | Resultado | 1     | 2     | 3     | 4     | 5   | Puntuación total |
| -------- | ------------------------- | --------- | ----- | ----- | ----- | ----- | --- | ---------------- |
| 05-10-12 | Tailandia - Kazajistán    | 3-0       | 25-18 | 25-11 | 25-12 |       |     | 75-41            |
| 05-10-12 | Irán - Corea del Sur      | 0-3       | 09-25 | 14-25 | 19-25 |       |     | 42-75            |
| 06-10-12 | Irán - Kazajistán         | 3-1       | 15-25 | 25-23 | 25-22 | 25-18 |     | 90-88            |
| 06-10-12 | Corea del Sur - Tailandia | 1-3       | 20-25 | 26-24 | 23-25 | 13-25 |     | 82-99            |

### Grupo F

#### Clasificación
| Pos | Equipo       | PJ | PG | PP | SF | SC | PTS |
| --- | ------------ | -- | -- | -- | -- | -- | --- |
| 1   | China        | 3  | 3  | 0  | 9  | 0  | 9   |
| 2   | China Taipéi | 3  | 2  | 1  | 6  | 5  | 5   |
| 3   | Japón        | 3  | 1  | 2  | 5  | 6  | 4   |
| 4   | India        | 3  | 0  | 3  | 0  | 9  | 0   |

#### Resultados
| Fecha    | Encuentro            | Resultado | Set   | Set   | Set   | Set | Set | Puntuación total |
| Fecha    | Encuentro            | Resultado | 1     | 2     | 3     | 4   | 5   | Puntuación total |
| -------- | -------------------- | --------- | ----- | ----- | ----- | --- | --- | ---------------- |
| 05-10-12 | China - Japón        | 3-0       | 25-13 | 25-14 | 25-11 |     |     | 75-38            |
| 05-10-12 | India - China Taipéi | 0-3       | 17-25 | 13-25 | 18-25 |     |     | 48-75            |
| 06-10-12 | Japón - India        | 3-0       | 25-14 | 25-08 | 25-10 |     |     | 75-32            |
| 06-10-12 | China Taipéi - China | 0-3       | 09-25 | 15-25 | 22-25 |     |     | 46-75            |

### Grupo G

#### Clasificación
| Pos | Equipo        | PJ | PG | PP | SF | SC | PTS |
| --- | ------------- | -- | -- | -- | -- | -- | --- |
| 1   | Nueva Zelanda | 3  | 3  | 0  | 9  | 0  | 9   |
| 2   | Hong Kong     | 3  | 2  | 1  | 6  | 3  | 6   |
| 3   | Sri Lanka     | 3  | 1  | 2  | 3  | 6  | 3   |
| 4   | Kuwait        | 3  | 0  | 3  | 0  | 9  | 0   |

#### Resultados
| Fecha    | Encuentro                 | Resultado | Set   | Set   | Set   | Set | Set | Puntuación total |
| Fecha    | Encuentro                 | Resultado | 1     | 2     | 3     | 4   | 5   | Puntuación total |
| -------- | ------------------------- | --------- | ----- | ----- | ----- | --- | --- | ---------------- |
| 05-10-12 | Sri Lanka - Nueva Zelanda | 3-0       | 25-20 | 26-24 | 25-18 |     |     | 76-62            |
| 05-10-12 | Kuwait - Hong Kong        | 0-3       | 03-25 | 03-25 | 05-25 |     |     | 11-75            |
| 06-10-12 | Sri Lanka- Kuwait         | 3-0       | 25-06 | 25-05 | 25-13 |     |     | 75-24            |
| 06-10-12 | Hong Kong - Nueva Zelanda | 0-3       | 19-25 | 10-25 | 18-25 |     |     | 47-75            |

### Grupo H

#### Clasificación
| Pos | Equipo       | PJ | PG | PP | SF | SC | PTS |
| --- | ------------ | -- | -- | -- | -- | -- | --- |
| 1   | Australia    | 3  | 3  | 0  | 9  | 2  | 9   |
| 2   | Vietnam      | 3  | 2  | 1  | 7  | 4  | 6   |
| 3   | Mongolia     | 3  | 1  | 2  | 5  | 6  | 3   |
| 4   | Turkmenistán | 3  | 0  | 3  | 0  | 9  | 0   |

#### Resultados
| Fecha    | Encuentro               | Resultado | Set   | Set   | Set   | Set   | Set | Puntuación total |
| Fecha    | Encuentro               | Resultado | 1     | 2     | 3     | 4     | 5   | Puntuación total |
| -------- | ----------------------- | --------- | ----- | ----- | ----- | ----- | --- | ---------------- |
| 05-10-12 | Turkmenistán - Vietnam  | 0-3       | 12-25 | 11-25 | 08-25 |       |     | 31-75            |
| 05-10-12 | Mongolia - Australia    | 1-3       | 25-23 | 14-25 | 17-25 | 19-25 |     | 75-98            |
| 06-10-12 | Mongolia - Turkmenistán | 3-0       | 25-11 | 25-22 | 25-19 |       |     | 75-47            |
| 06-10-12 | Vietnam - Australia     | 1-3       | 17-25 | 25-21 | 21-25 | 24-26 |     | 87-97            |

## Fase final

### 13° al 16º puesto
|  | Semifinales 13° - 16° | Semifinales 13° - 16° |           |          | 13º puesto   | 13º puesto |  |
|  |                       |                       |           |          |              |            |  |
|  |                       |                       |           |          |              |            |  |
|  | Sri Lanka             | 3                     |           |          |              |            |  |
|  | Sri Lanka             | 3                     |           |          |              |            |  |
|  | Turkmenistán          | 0                     |           |          |              |            |  |
|  | Turkmenistán          | 0                     |           | Mongolia | 1            |            |  |
|  |                       |                       |           | Mongolia | 1            |            |  |
|  |                       |                       | Sri Lanka | 3        |              |            |  |
|  | Mongolia              | 3                     | Sri Lanka | 3        |              |            |  |
|  | Mongolia              | 3                     |           |          |              |            |  |
|  | Kuwait                | 0                     |           |          | 15º puesto   | 15º puesto |  |
|  | Kuwait                | 0                     |           |          | 15º puesto   | 15º puesto |  |
|  |                       |                       |           |          |              |            |  |
|  |                       |                       |           |          | Turkmenistán | 3          |  |
|  |                       |                       |           |          | Turkmenistán | 3          |  |
|  |                       |                       |           |          | Kuwait       | 0          |  |
|  |                       |                       |           |          | Kuwait       | 0          |  |
|  |                       |                       |           |          |              |            |  |

#### Resultados
| Fase      | Fecha    | Encuentro                | Resultado | Set   | Set   | Set   | Set   | Set | Puntuación total |
| Fase      | Fecha    | Encuentro                | Resultado | 1     | 2     | 3     | 4     | 5   | Puntuación total |
| --------- | -------- | ------------------------ | --------- | ----- | ----- | ----- | ----- | --- | ---------------- |
| Semifinal | 07-10-12 | Sri Lanka - Turkmenistán | 3-0       | 25-15 | 25-17 | 25-22 |       |     | 75-54            |
| Semifinal | 07-10-12 | Mongolia - Kuwait        | 3-0       | 25-06 | 25-02 | 25-07 |       |     | 75-15            |
| 15° lugar | 08-10-12 | Kuwait - Turkmenistán    | 0-3       | 10-25 | 03-25 | 11-25 |       |     | 24-75            |
| 13° lugar | 08-10-12 | Sri Lanka - Mongolia     | 3-1       | 25-20 | 25-19 | 16-25 | 26-24 |     | 92-88            |

### 9° al 12º puesto
|  | Semifinales 9° - 12° | Semifinales 9° - 12° |           |         | 9º puesto     | 9º puesto  |  |
|  |                      |                      |           |         |               |            |  |
|  |                      |                      |           |         |               |            |  |
|  | Nueva Zelanda        | 2                    |           |         |               |            |  |
|  | Nueva Zelanda        | 2                    |           |         |               |            |  |
|  | Vietnam              | 3                    |           |         |               |            |  |
|  | Vietnam              | 3                    |           | Vietnam | 3             |            |  |
|  |                      |                      |           | Vietnam | 3             |            |  |
|  |                      |                      | Australia | 0       |               |            |  |
|  | Australia            | 3                    | Australia | 0       |               |            |  |
|  | Australia            | 3                    |           |         |               |            |  |
|  | Hong Kong            | 0                    |           |         | 11º puesto    | 11º puesto |  |
|  | Hong Kong            | 0                    |           |         | 11º puesto    | 11º puesto |  |
|  |                      |                      |           |         |               |            |  |
|  |                      |                      |           |         | Nueva Zelanda | 0          |  |
|  |                      |                      |           |         | Nueva Zelanda | 0          |  |
|  |                      |                      |           |         | Hong Kong     | 3          |  |
|  |                      |                      |           |         | Hong Kong     | 3          |  |
|  |                      |                      |           |         |               |            |  |

#### Resultados
| Fase      | Fecha    | Encuentro                 | Resultado | Set   | Set   | Set   | Set   | Set  | Puntuación total |
| Fase      | Fecha    | Encuentro                 | Resultado | 1     | 2     | 3     | 4     | 5    | Puntuación total |
| --------- | -------- | ------------------------- | --------- | ----- | ----- | ----- | ----- | ---- | ---------------- |
| Semifinal | 07-10-12 | Nueva Zelanda - Vietnam   | 2-3       | 22-25 | 14-25 | 25-22 | 25-20 | 15-4 | 90-107           |
| Semifinal | 07-10-12 | Australia - Hong Kong     | 3-0       | 25-14 | 25-09 | 25-17 |       |      | 75-40            |
| 11° lugar | 07-10-12 | Nueva Zelanda - Hong Kong | 0-3       | 14-25 | 18-25 | 20-25 |       |      | 52-75            |
| 9° lugar  | 08-10-12 | Australia - Vietnam       | 3-0       | 25-22 | 25-16 | 25-12 |       |      | 75-50            |

### Ronda Final
|  | Cuartos de final | Cuartos de final |              |           | Semifinal | Semifinal |  |  | 1º puesto | 1º puesto |
|  |                  |                  |              |           |           |           |  |  |           |           |
|  | 07-10-12         |                  |              |           |           |           |  |  |           |           |
|  |                  |                  |              |           |           |           |  |  |           |           |
|  | China            | 3                |              |           |           |           |  |  |           |           |
|  | China            | 3                | 08-10-12     |           |           |           |  |  |           |           |
|  | Kazajistán       | 0                |              |           |           |           |  |  |           |           |
|  | Kazajistán       | 0                | Japón        | 1         |           |           |  |  |           |           |
|  | 07-10-12         |                  | Japón        | 1         |           |           |  |  |           |           |
|  |                  | China            | 3            |           |           |           |  |  |           |           |
|  | Corea del Sur    | China            | 3            | 1         |           |           |  |  |           |           |
|  | Corea del Sur    |                  | 09-10-12     | 1         |           |           |  |  |           |           |
|  | Japón            | 3                |              |           |           |           |  |  |           |           |
|  | Japón            | 3                | China        | 3         |           |           |  |  |           |           |
|  | 07-10-12         |                  | China        | 3         |           |           |  |  |           |           |
|  |                  | China Taipéi     | 0            |           |           |           |  |  |           |           |
|  | Tailandia        | China Taipéi     | 0            | 3         |           |           |  |  |           |           |
|  | Tailandia        | 08-10-12         |              | 3         |           |           |  |  |           |           |
|  | India            | 0                |              |           |           |           |  |  |           |           |
|  | India            | 0                | China Taipéi | 3         | 3º puesto | 3º puesto |  |  |           |           |
|  | 07-10-12         |                  | China Taipéi | 3         | 3º puesto | 3º puesto |  |  |           |           |
|  |                  | Tailandia        | 1            |           |           |           |  |  |           |           |
|  | China Taipéi     | Tailandia        | 1            | 3         | Japón     | 3         |  |  |           |           |
|  | China Taipéi     |                  |              | 3         | Japón     | 3         |  |  |           |           |
|  | Irán             | 0                |              | Tailandia | 2         |           |  |  |           |           |
|  | Irán             | 0                |              |           | 2         |           |  |  |           |           |
|  |                  |                  |              |           |           |           |  |  | 09-10-12  |           |
|  |                  |                  |              |           |           |           |  |  |           |           |

### Cuartos de final
| Fecha    |               | Resultado |            | Set   | Set   | Set   | Set   | Set | Puntuación Total |
| Fecha    | 1             | Resultado | 2          | 3     | 4     | 5     |       |     | Puntuación Total |
| -------- | ------------- | --------- | ---------- | ----- | ----- | ----- | ----- | --- | ---------------- |
| 07-10-12 | China         | 3-0       | Kazajistán | 25-12 | 25-04 | 25-16 |       |     | 75-35            |
| 07-10-12 | Corea del Sur | 1-3       | Japón      | 18-25 | 25-17 | 19-25 | 23-25 |     | 85-92            |
| 07-10-12 | China Taipéi  | 3-0       | Irán       | 25-17 | 25-16 | 25-17 |       |     | 75-50            |
| 07-10-12 | Tailandia     | 3-0       | India      | 25-13 | 25-21 | 25-15 |       |     | 75-49            |

### Semifinal
| Fecha    |           | Resultado |              | Set   | Set   | Set   | Set   | Set | Puntuación Total |
| Fecha    | 1         | Resultado | 2            | 3     | 4     | 5     |       |     | Puntuación Total |
| -------- | --------- | --------- | ------------ | ----- | ----- | ----- | ----- | --- | ---------------- |
| 08-10-12 | Tailandia | 1-3       | China Taipéi | 27-25 | 10-25 | 16-25 | 18-25 |     | 71-100           |
| 08-10-12 | China     | 3-1       | Japón        | 25-17 | 18-25 | 25-21 | 25-22 |     | 93-85            |

### 3° Puesto
| Fecha    |       | Resultado |           | Set   | Set   | Set   | Set   | Set   | Puntuación Total |
| Fecha    | 1     | Resultado | 2         | 3     | 4     | 5     |       |       | Puntuación Total |
| -------- | ----- | --------- | --------- | ----- | ----- | ----- | ----- | ----- | ---------------- |
| 09-10-12 | Japón | 3-2       | Tailandia | 25-22 | 20-25 | 23-25 | 25-18 | 15-11 | 108-101          |

### 1° Puesto
| Fecha    |              | Resultado |       | Set   | Set   | Set   | Set | Set | Puntuación Total |
| Fecha    | 1            | Resultado | 2     | 3     | 4     | 5     |     |     | Puntuación Total |
| -------- | ------------ | --------- | ----- | ----- | ----- | ----- | --- | --- | ---------------- |
| 09-10-12 | China Taipéi | 0-3       | China | 18-25 | 15-25 | 09-25 |     |     | 42-75            |

### 5° y 7° puesto
|  | Semifinales   | Semifinales |               |       | 5º puesto  | 5º puesto |  |
|  | 08-10-12      | 08-10-12    |               |       | 08-10-12   | 08-10-12  |  |
|  |               |             |               |       |            |           |  |
|  |               |             |               |       |            |           |  |
|  | Corea del Sur | 3           |               |       |            |           |  |
|  | Corea del Sur | 3           |               |       |            |           |  |
|  | Kazajistán    | 2           |               |       |            |           |  |
|  | Kazajistán    | 2           |               | India | 1          |           |  |
|  |               |             |               | India | 1          |           |  |
|  |               |             | Corea del Sur | 3     |            |           |  |
|  | Irán          | 0           | Corea del Sur | 3     |            |           |  |
|  | Irán          | 0           |               |       |            |           |  |
|  | India         | 3           |               |       | 7º puesto  | 7º puesto |  |
|  | India         | 3           |               |       | 7º puesto  | 7º puesto |  |
|  |               |             |               |       |            |           |  |
|  |               |             |               |       | Kazajistán | 3         |  |
|  |               |             |               |       | Kazajistán | 3         |  |
|  |               |             |               |       | Irán       | 2         |  |
|  |               |             |               |       | Irán       | 2         |  |
|  |               |             |               |       |            |           |  |

### Clasificación del 5°-8°
| Fecha    |               | Resultado |            | Set   | Set   | Set   | Set   | Set   | Puntuación Total |
| Fecha    | 1             | Resultado | 2          | 3     | 4     | 5     |       |       | Puntuación Total |
| -------- | ------------- | --------- | ---------- | ----- | ----- | ----- | ----- | ----- | ---------------- |
| 08-10-12 | Corea del Sur | 3-2       | Kazajistán | 22-25 | 20-25 | 25-20 | 25-19 | 15-06 | 107-95           |
| 08-10-12 | Irán          | 0-3       | India      | 18-25 | 08-25 | 15-25 |       |       | 41-75            |

### Clasificación del 7°
| Fecha    |            | Resultado |      | Set   | Set   | Set   | Set   | Set   | Puntuación Total |
| Fecha    | 1          | Resultado | 2    | 3     | 4     | 5     |       |       | Puntuación Total |
| -------- | ---------- | --------- | ---- | ----- | ----- | ----- | ----- | ----- | ---------------- |
| 09-10-12 | Kazajistán | 3-2       | Irán | 23-25 | 25-19 | 19-25 | 27-25 | 16-14 | 110-108          |

### Clasificación del 5°
| Fecha    |       | Resultado |               | Set   | Set   | Set   | Set | Set | Puntuación Total |
| Fecha    | 1     | Resultado | 2             | 3     | 4     | 5     |     |     | Puntuación Total |
| -------- | ----- | --------- | ------------- | ----- | ----- | ----- | --- | --- | ---------------- |
| 09-10-12 | India | 0-3       | Corea del Sur | 23-25 | 12-25 | 19-25 |     |     | 54-75            |

## Clasificación general
| Pos | Equipo        |
| --- | ------------- |
| 1   | China         |
| 2   | China Taipéi  |
| 3   | Japón         |
| 4   | Tailandia     |
| 5   | Corea del Sur |
| 6   | India         |
| 7   | Kazajistán    |
| 8   | Irán          |
| 9   | Australia     |
| 10  | Vietnam       |
| 11  | Hong Kong     |
| 12  | Nueva Zelanda |
| 13  | Sri Lanka     |
| 14  | Mongolia      |
| 15  | Turkmenistán  |
| 16  | Kuwait        |

## Distinciones individuales
| Distinción      | Nombre          | Equipo       |
| --------------- | --------------- | ------------ |
| MVP             | Zhu Ting        | China        |
| Mejor Anotadora | Kuttika Kaewpin | Tailandia    |
| Mejor Ataque    | Zhu Ting        | China        |
| Mejor Bloqueo   | Zheng Yixin     | China        |
| Mejor Servicio  | Tang Ningya     | China        |
| Mejor Armadora  | Yuki Yamagami   | Japón        |
| Mejor Líbero    | Huang Shih-ting | China Taipéi |

| Predecesor: Vietnam 2010 | Campeonato Asiático de Voleibol Femenino Sub-20 Tailandia 2012 | Sucesor: No se ha anunciado |